# Juschno-Sachalinsk
Juschno-Sachalinsk (russisch Ю́жно-Сахали́нск [jʉ̞ʐnɐsaxalʲɪnsk] ⓘ, japanisch ユジノサハリンスク) ist mit 181.587 Einwohnern (Stand 1. Oktober 2021) Verwaltungszentrum und größte Stadt der Oblast Sachalin auf der Insel Sachalin im Fernen Osten von Russland.

## Geographie

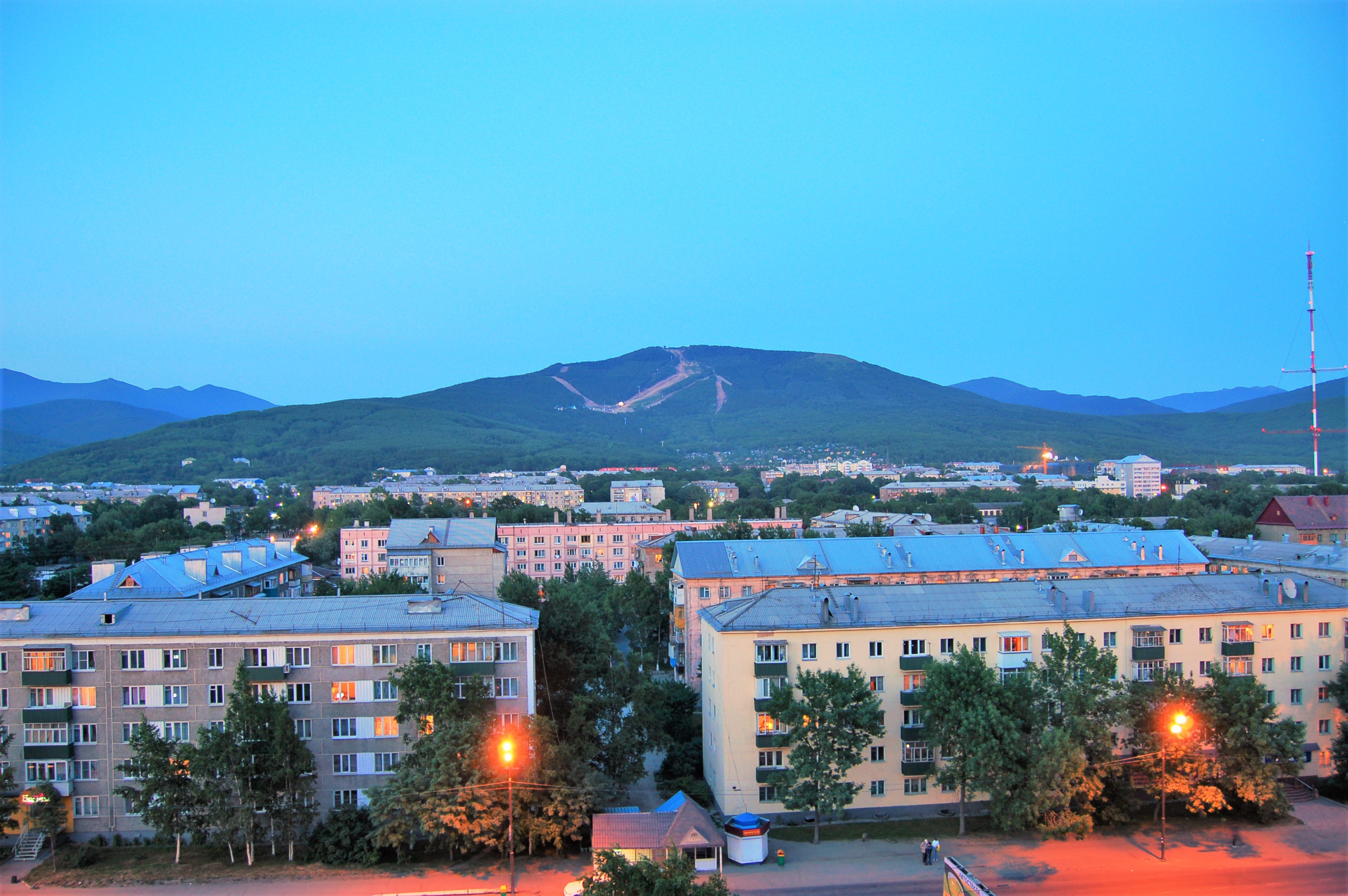
Blick über die Stadt

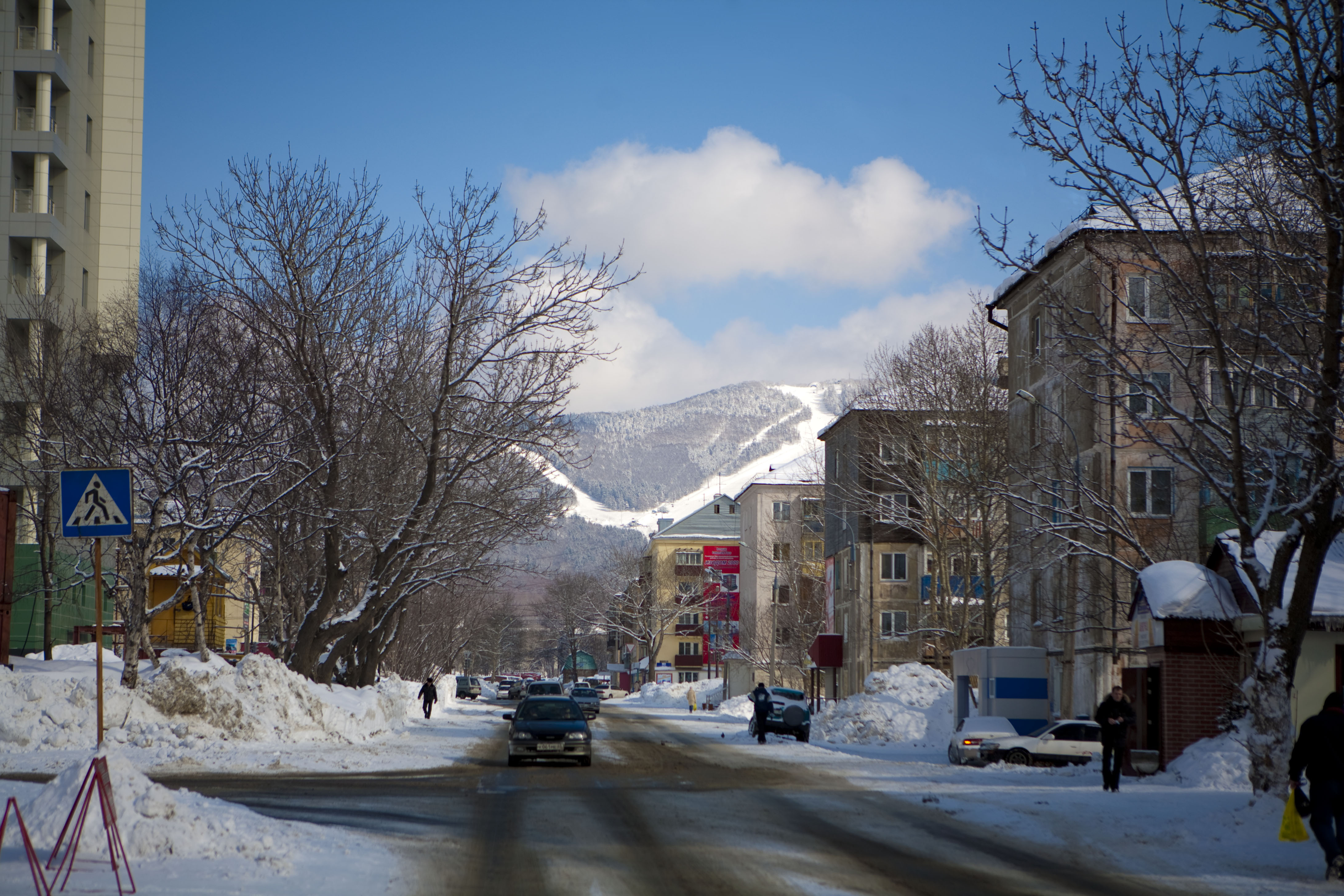
Juschno-Sachalinsk im Winter

Juschno-Sachalinsk liegt im Süden der Insel Sachalin, am Fluss Sussuja. Die Entfernung nach Moskau beträgt etwa 6660 km Luftlinie.
Der Stadt sind 10 Dörfer, darunter die ehemalige Siedlung städtischen Typs Sinegorsk, mit zusammen 7549 Einwohnern unterstellt. Juschno-Sachalinsk ist die einzige Großstadt der Insel.

## Geschichte
1882 wurde das Dorf Wladimirowka (russisch Влади́мировка) an der Stelle der heutigen Stadt gegründet.
Von 1905 bis 1945 hieß der Ort Toyohara (jap. 豊原市, -shi) und stand unter japanischer Herrschaft. Er war das Verwaltungszentrum der Präfektur Karafuto in Südsachalin. Die Japaner bauten damals im Süden die Eisenbahn mit einer schmaleren Spurweite als die russische Bahnlinie im Norden. Der südliche Teil Sachalins war als Folge des von Russland verlorenen Russisch-Japanischen Krieges von 1904–1905 an Japan gegangen. Tausende Koreaner, vor allem aus den Südprovinzen, kamen vor 1945 auf die Insel Sachalin. Heute ist im einzig verbliebenen Gebäude aus der Zeit der japanischen Verwaltung das Stadtmuseum von Juschno-Sachalinsk untergebracht.
1945 ging Südsachalin wieder an die Sowjetunion. Während die Japaner aus dem Gebiet Sachalin abgezogen wurden, mussten viele Koreaner bleiben, weil sie nach 1947/52 weder die japanische noch die sowjetische Staatsbürgerschaft hatten. Viele hofften auf eine Rückkehr nach Korea und lehnten deshalb die Staatsbürgerschaft der UdSSR ab. 1946 wurde Juschno-Sachalinsk das sowjetische Stadtrecht verliehen, und es erhielt seinen heutigen Namen, abgeleitet von der Lage im Süden Sachalins.
Erst 1990, nach Aufnahme der diplomatischen Beziehungen zwischen Russland und Südkorea, wurden Bemühungen um die Rückführung der Koreaner in ihre Heimat aufgenommen. Japans Regierung finanzierte dazu den Bau eines Altersheims im Süden der koreanischen Halbinsel und eines Wohnviertels in der Stadt Ansan. Rund 2000 Koreaner der ersten Generation zogen danach von Sachalin dorthin um.

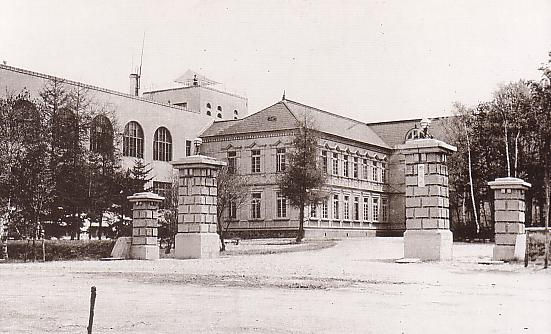
Präfekturverwaltung
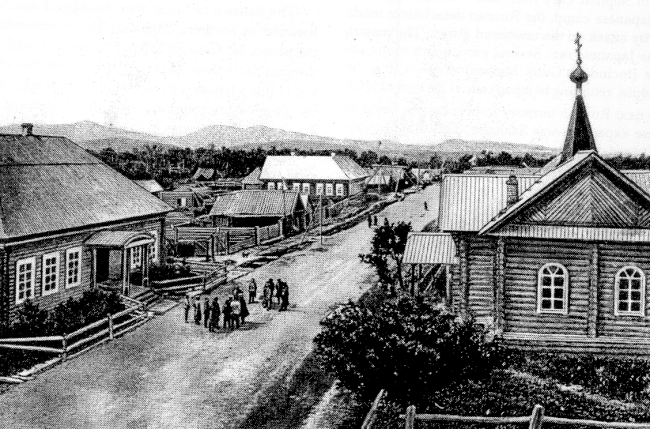
Wladimirowka Ende des 19. Jh.
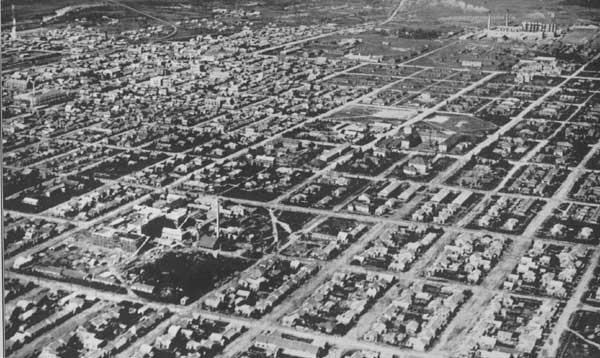
Toyohara (1930er Jahre)
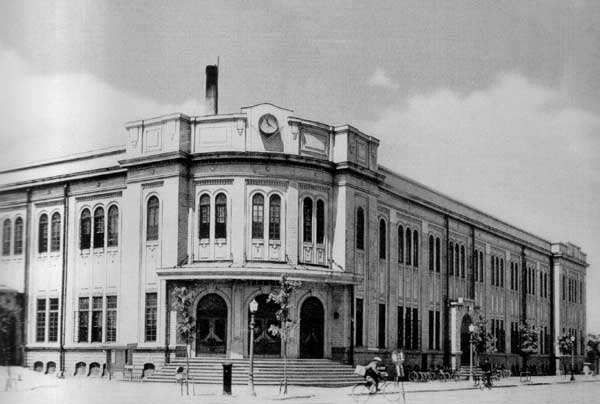
Postamt von Toyohara, 1930
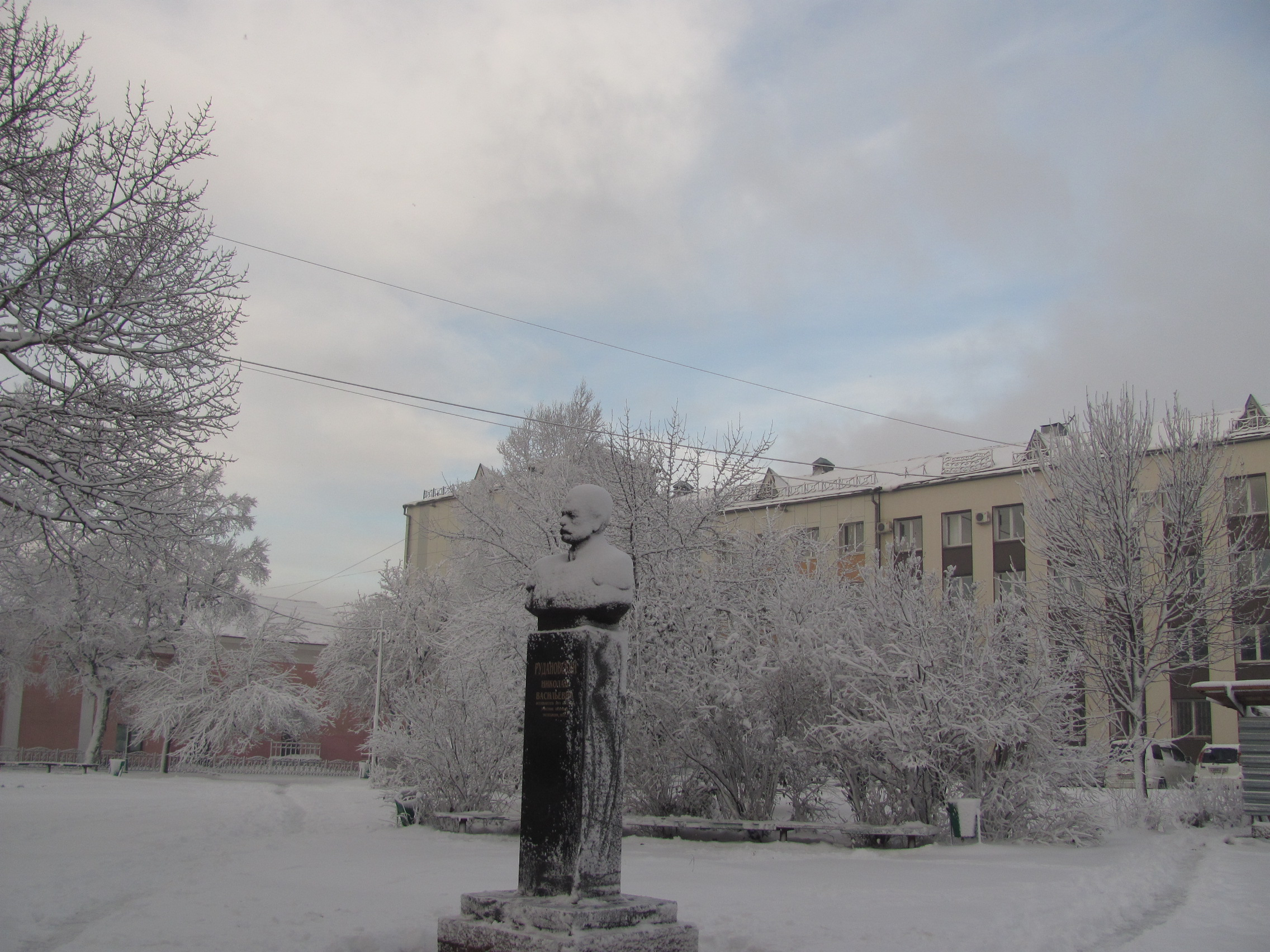
Rudanowski-Denkmal neben dem Kino Komsomolez

### Bevölkerungsentwicklung
| Jahr | Einwohner |
| ---- | --------- |
| 1925 | 15.280    |
| 1935 | 28.459    |
| 1959 | 85.510    |
| 1970 | 105.840   |
| 1979 | 139.861   |
| 1989 | 159.299   |
| 2002 | 175.085   |
| 2010 | 181.728   |
| 2021 | 181.587   |

Anmerkung: Volkszählungsdaten

## Wirtschaft

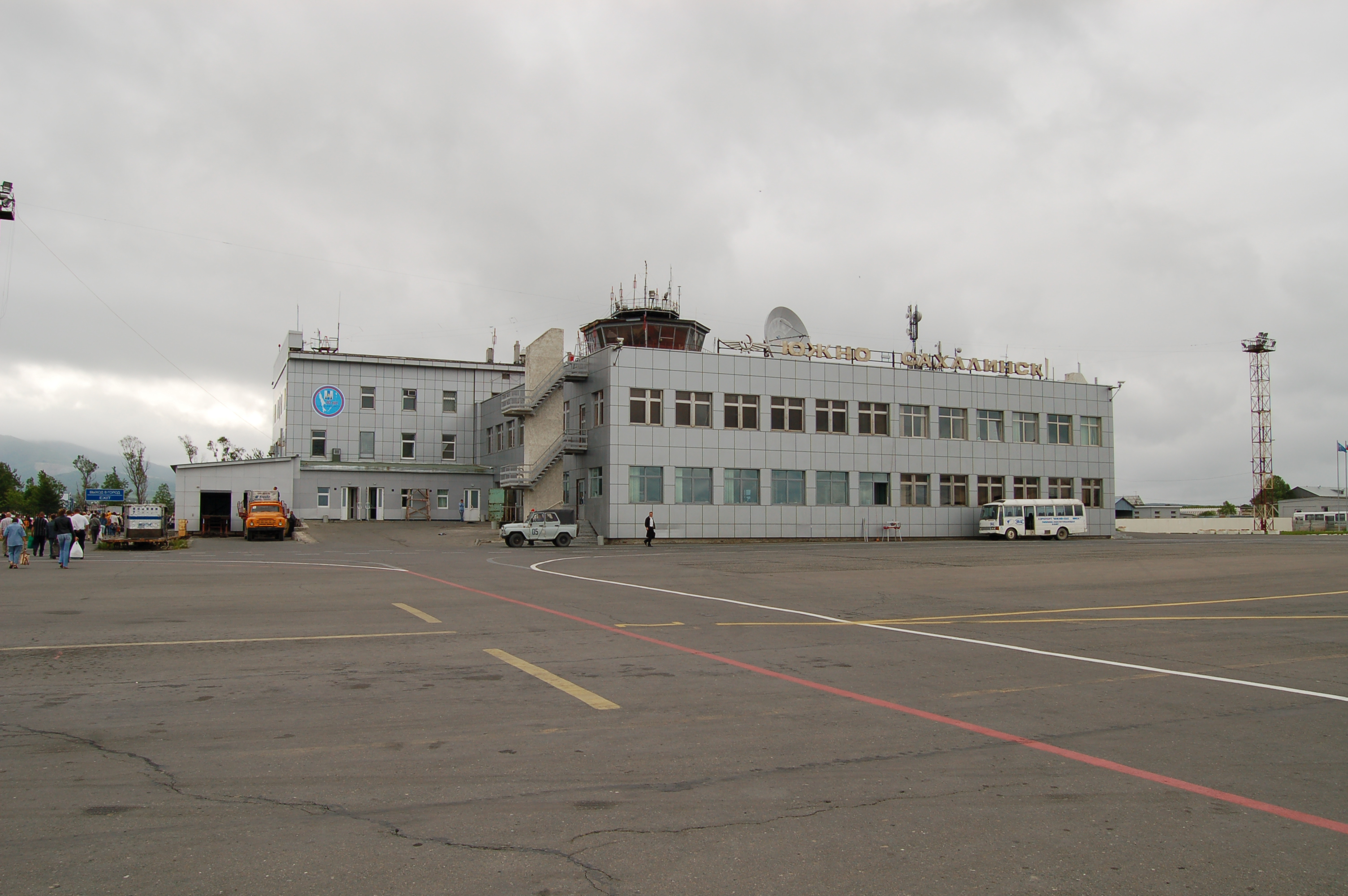
Flughafen Juschno-Sachalinsk

Wichtige Industriezweige in Juschno-Sachalinsk sind Fischfang und -verarbeitung, Möbelherstellung, Maschinenbau, Leicht- und Nahrungsmittelindustrie. Der Flughafen Juschno-Sachalinsk ist Sitz der Fluggesellschaft Aurora Airlines. Öl- und Gasvorkommen wurden entdeckt.
Die mit Stand Dezember 2012 durch die Ölförderung verursachten Umweltschäden sind erkennbar durch Vermischung des Grundwassers mit Öl, umfangreiches Fischsterben, Versteppung von Wiesen und weit überproportionalen Krebserkrankungen der Einheimischen.
Im Projekt Sachalin II werden rund 20 Milliarden US-Dollar zur Erschließung von geschätzten 150 Millionen Tonnen Öl- und 500 Milliarden Kubikmeter Gasvorräten investiert. Im Süden der Insel Sachalin soll ein Gasverflüssigungswerk mit einer Kapazität von 9,6 Millionen Tonnen pro Jahr gebaut werden. Bohrinseln sollen den Festlandsockel von Sachalin erschließen und eine Rohrleitung längs der gesamten Insel von Nord nach Süd gebaut werden. Die Insel Sachalin ist jedoch durch Erdbeben und Vulkane gefährdetes Gebiet.
Am Ort befindet sich eine Monitoring-Station des SDKM-Systems.

## Kultur
Die Stadt besitzt ein Heimat- und ein Kunstmuseum sowie das Tschechow-Theater. Die Insel Sachalin von Anton Tschechow beschreibt die Zwangsarbeit im Zarenreich in Form eines Reiseberichts und zählt zur Weltliteratur. Der Schriftsteller besuchte Korsakow im Jahre 1890 und trat von dort aus seine Heimreise nach Moskau an.

### Bildung
Juschno-Sachalinsk ist Sitz einer Vielzahl von Bildungseinrichtungen, unter anderem mehrerer Institute der Meereswissenschaften, der Staatlichen Universität Sachalin, einer pädagogischen Hochschule, einer Zweigstelle der Staatlichen Handelsuniversität Moskau und einer Hochschule für Wirtschaft, Recht und Informatik.

## Sport
Der Eishockeyverein HK Sachalin nimmt am Spielbetrieb der Asia League Ice Hockey teil. Im Fußball war die Stadt durch den Verein FK Sachalin Juschno-Sachalinsk vertreten.

## Bauwerke
In Juschno-Sachalinsk steht ein 182 Meter hoher Fernseh- und UKW-Sendemast, der über vier in zwei Ebenen angeordnete Querträger verfügt, die bis zu den Abspannseilen reichen (siehe Bild oben).

## Klimatabelle
|                       | Jan   | Feb   | Mär   | Apr  | Mai  | Jun  | Jul  | Aug  | Sep  | Okt  | Nov  | Dez   |   |      |
| Mittl. Tagesmax. (°C) | −7,4  | −6,0  | −1,0  | 4,5  | 11,7 | 16,1 | 20,3 | 21,5 | 18,0 | 11,9 | 2,9  | −4,0  | ⌀ | 7,4  |
| Mittl. Tagesmin. (°C) | −18,4 | −18,0 | −12,2 | −4,7 | 0,3  | 5,7  | 10,9 | 12,4 | 7,4  | 0,0  | −6,7 | −14,0 | ⌀ | −3   |
|                       |       |       |       |      |      |      |      |      |      |      |      |       |   |      |
| Niederschlag (mm)     | 48    | 44    | 42    | 58   | 70   | 54   | 87   | 105  | 107  | 98   | 81   | 63    | Σ | 857  |
|                       |       |       |       |      |      |      |      |      |      |      |      |       |   |      |
| Sonnenstunden (h/d)   | 4,2   | 5,4   | 5,8   | 6,4  | 6,4  | 6,6  | 5,3  | 4,8  | 6,2  | 5,2  | 3,9  | 3,3   | ⌀ | 5,3  |
|                       |       |       |       |      |      |      |      |      |      |      |      |       |   |      |
| Regentage (d)         | 9     | 7     | 7     | 8    | 8    | 7    | 8    | 9    | 10   | 10   | 10   | 11    | Σ | 104  |
|                       |       |       |       |      |      |      |      |      |      |      |      |       |   |      |
| Luftfeuchtigkeit (%)  | 83    | 82    | 79    | 78   | 78   | 83   | 86   | 86   | 83   | 79   | 81   | 83    | ⌀ | 81,8 |

| −18,4 |

| −18,0 |

| −12,2 |

| −4,7 |

| 0,3 |

| 5,7 |

| 10,9 |

| 12,4 |

| 7,4 |

| 0,0 |

| −6,7 |

| −14,0 |

| −18,4 |

| −18,0 |

| −12,2 |

| −4,7 |

| 0,3 |

| 5,7 |

| 10,9 |

| 12,4 |

| 7,4 |

| 0,0 |

| −6,7 |

| −14,0 |

## Städtepartnerschaften
Juschno-Sachalinsk listet folgende Partnerstädte auf:
- Hakodate, Japan, seit 1997
- Wakkanai, Japan, seit 2001
- Ansan, Südkorea, seit 2003

## Söhne und Töchter der Stadt
- Yoichi Takata (1908–?), japanischer Skispringer
- Oleg Kagan (1946–1990), Violinvirtuose
- Natalja Tschistjakowa (* 1946), Sprinterin
- Alexander Godunov (1949–1995), Balletttänzer und Schauspieler
- Andrei Dundukow (* 1966), Nordischer Kombinierer
- Georgi Karlow (* 1971), Politiker[3]
- Wladyslaw Dolohodin (* 1972), ukrainischer Sprinter
- Alexander Koslow (* 1981), Politiker, Minister
- Irina Rastorgueva (* 1983), Autorin, Journalistin, Dramaturgin, Regisseurin[4]
- Dmitri Uljanow (* 1983), Skirennläufer[5]
- Alexandra Prokofjewa (* 1985), Schauspielerin[6]
- Julija Leschnewa (* 1989), Sopranistin
- Alexander Baschenow (* 1995), Skispringer
- Jewgeni Swetschnikow (* 1996), Eishockeyspieler
- Alexander Smoljar (* 2001), Rennfahrer
- Sofija Nadyrschina (* 2003), Snowboarderin